# AC Большой Медведицы
AC Большой Медведицы (лат. AC Ursae Majoris) — двойная затменная переменная звезда типа Алголя (EA) в созвездии Большой Медведицы на расстоянии приблизительно 2635 световых лет (около 808 парсеков) от Солнца. Видимая звёздная величина звезды — от +14m до +10,3m. Орбитальный период — около 5,2576 суток.

## Характеристики
Первый компонент — белая звезда спектрального класса A2.